# Saint-Ambreuil
Saint-Ambreuil è un comune francese di 542 abitanti situato nel dipartimento della Saona e Loira nella regione della Borgogna-Franca Contea.

## Monumenti e luoghi d'interesse
- Abbazia di La Ferté

## Società

### Evoluzione demografica
Abitanti censiti